# Diplodus capensis
Diplodus capensis — вид морських окунеподібних риб роду Морський карась (Diplodus) родини Спарові (Sparidae). Іноді вважається підвидом Diplodus sargus.

## Опис
Максимальна довжина тіла сягає 45 см, в середньому 30 см.

## Поширення
Вид поширений на південному сході Атлантики біля берегів Анголи, Намібії та ПАР і на заході Індійського океану біля берегів Мозамбіку та Мадагаскару. Мешкає на рифах на глибині до 50 м.

## Спосіб життя
Живиться безхребетними і водоростями.

## Поширення
- Eschmeyer, William N., ed. 1998. Catalog of Fishes. Special Publication of the Center for Biodiversity Research and Information, núm. 1, vol. 1-3. California Academy of Sciences. San Francisco, California, USA. 2905. ISBN 0-940228-47-5.
- Fenner, Robert M.: The Conscientious Marine Aquarist. Neptune City, New Jersey, USA: T.F.H. Publications, 2001.
- Helfman, G., B. Collette y D. Facey: The diversity of fishes. Blackwell Science, Malden, Massachusetts, USA, 1997.
- Hoese, D.F. 1986: . A M.M. Smith y P.C. Heemstra (eds.) Smiths' sea fishes. Springer-Verlag, Berlín, Germania.
- Maugé, L.A. 1986. A J. Daget, J.-P. Gosse y D.F.E. Thys van den Audenaerde (eds.) Check-list of the freshwater fishes of Africa (CLOFFA). ISNB, Brussels; MRAC, Tervuren, Flandes; y ORSTOM, París, Francia. Vol. 2.
- Moyle, P. y J. Cech.: Fishes: An Introduction to Ichthyology, 4a. edición, Upper Saddle River, Nueva Jersey, USA: Prentice-Hall. Año 2000.
- Nelson, J.: Fishes of the World, 3a. edición. New York, USA: John Wiley and Sons. Año 1994.
- Wheeler, A.: The World Encyclopedia of Fishes, 2a. edición, London: Macdonald. Año 1985.